# Aleksandr Kórsakov
Aleksandr Mijáilovich Rimski-Kórsakov (en ruso: Алекса́ндр Миха́йлович Ри́мский-Ко́рсаков) (24 de agosto de 1753-25 de mayo de 1840) fue un general ruso recordado por ser el desafortunado asistente de Aleksandr Suvórov durante la expedición a Suiza de 1799-1800.

## Carrera temprana
Kórsakov entró al servicio militar como cadete en el Regimiento de la Guardia Preobrazhinski y, a los 25 años, fue nombrado teniente coronel del Regimiento de Mosqueteros de Chernígov. Luchó en la Guerra ruso-turca en 1788 y 1789, y en la Guerra ruso-sueca. Posteriormente se convirtió en un mayor general del Regimiento Semenovski de la Guardia Leib y fue asignado para acompañar al Conde de Artois a Inglaterra. De allí pasó a Flandes como observador ruso del ejército comandado por el príncipe Josías de Coburgo. Su informe sobre la batalla de Fleurus (1794) le hizo ganarse el favor de la Zarina; Al regresar a San Petersburgo, fue enviado a servir al mando del conde Valerian Zubov en una desafortunada expedición hacia Persia. En 1797, Kórsakov fue ascendido a inspector general de infantería y, al año siguiente, a teniente general. El emperador Pablo I lo volvió a convocar en 1799 para hacer frente a las guerras revolucionarias francesas.

## Campaña de 1799 en Suiza
En 1798, Pablo I le dio a Kórsakov el mando de una fuerza expedicionaria de 30 000 hombres que fueron enviados a Alemania para unirse a Austria en la lucha contra la República Francesa. A principios de 1799, la fuerza se desvió para expulsar a los franceses de Suiza. Dejando Rusia en mayo, Kórsakov llegó a Stockach en 90 días. Con 29 463 hombres, sus hombres marcharon luego a Zúrich para unirse al cuerpo de 25 000 hombres del general Friedrich von Hotze. Se esperaba que el ejército de Aleksandr Suvórov se uniera a ellos desde Italia después de cruzar los Alpes, pero el terreno y la acción enemiga detuvieron el avance de Suvórov. Aun así, Kórsakov los esperó cerca de Zúrich de forma relajada y demostrando su excesiva confianza. Aprovechando al máximo esto, los franceses al mando de André Masséna atacaron Zúrich el 25 de septiembre de 1799, en la Segunda Batalla de Zúrich, en la que obtuvieron una clara victoria y obligaron a Kórsakov a retirarse a Schaffhausen, quien, a pesar de la casi nula persecución francesa y la orden de Suvórov de mantenerse en esas tierras hasta su llegada, nunca redujo la velocidad de su retirada. Entonces Kórsakov tomó una posición al este del Rin en el campo de Dorflingen entre Escafusa y Constanza, permaneciendo allí mientras Masséna tenía libertad para lidiar con Suvórov. Su ala izquierda, al mando de Condé, fue expulsada de Constanza el 7 de octubre; el mismo día en el que avanzó desde Büsingen contra Schlatt, donde acabaron siendo rechazados por Masséna, por lo que se vio obligado a abandonar su dominio en la orilla izquierda del Rin. Se unió a las tropas supervivientes de Suvórov en Lindau el 18 de octubre y rápidamente fue relevado del mando. Poco después fue destituido de su puesto de coronel en jefe del Regimiento de Mosqueteros de Rostov. El ejército combinado se devolvió hacia Bohemia, lugar donde recibieron la orden de Pablo I de regresar a Rusia para el invierno.

## Carrera posterior
Con el ascenso del emperador Alejandro I, en marzo de 1801 Kórsakov fue reelegido como general de infantería. En 1802 fue elegido gobernador de Bielorrusia y, posteriormente, fue elegido gobernador militar de Lituania de 1806 a 1809, con base en Vilna, y nuevamente de abril a junio de 1812.
Cuando se aproximaban los franceses, Barclay de Tolly le ordenó retirarse el 28 de junio, pero regresó para servir por un tercer mandato como gobernador militar de Lituania desde 1812 hasta 1830. Durante este tiempo ordenó la reconstrucción de la mansión Tuskulėnai en Vilna, donde vivía. Retirándose a San Petersburgo, después de la insurrección polaca de 1830-1831, Kórsakov fue nombrado miembro del Consejo de Estado del Imperio Ruso. Murió en 1840.